# Lycodonomorphus bicolor
Espèce
Synonymes
- Glypholycus bicolor Günther, 1893
- Nerophidion hypsirhinoides Werner, 1924

Statut de conservation UICN

 LC  : Préoccupation mineure
Lycodonomorphus bicolor est une espèce de serpents de la famille des Lamprophiidae. 

## Répartition
Cette espèce se rencontre :
- dans l'Est et le Sud de la République démocratique du Congo ;
- au Rwanda ;
- dans l'ouest de la Tanzanie ;
- en Zambie.

## Description
Dans sa description l'auteur indique que le plus grand spécimen en sa possession mesure 66 cm dont 14 cm pour la queue. Son dos est brun grisâtre et sa face ventrale blanchâtre.

## Étymologie
Son nom d'espèce, du latin bicolor, « à deux couleurs », lui a été donné en référence à sa livrée.

## Publication originale
- Günther, 1893 : Descriptions of the Reptiles and Fishes collected by Mr. E. Coode-Hore on Lake Tanganyika. Proceedings of the Zoological Society of London, vol. 1893, p. 628-632 (texte intégral).